# بوبي رحال
بوبي رحال (بالإنجليزية: Bobby Rahal)‏ (و. 1953  م) هو سائق فورمولا 1، وسائق سيارة سباق، وشخصية أعمال أمريكي، ولد في مدينا، أوهايو، شارك في لو مان 24 ساعة.

## التعليم
تعلم في جامعة دنيسون ‏
.

## جوائز
حصل على جوائز منها:

قاعة مشاهير رياضة المحركات في أمريكا ‏

## وصلات خارجية
- بوبي رحال على موقع IMDb (الإنجليزية)
- بوبي رحال على موقع إن إن دي بي (الإنجليزية)
- بوبي رحال على موقع Racing-Reference.info (الإنجليزية)
- بوبي رحال على موقع DriverDB.com (الإنجليزية)

- بوبي رحال في قاعدة بيانات الأفلام على الإنترنت